# Schéma sněhové vločky

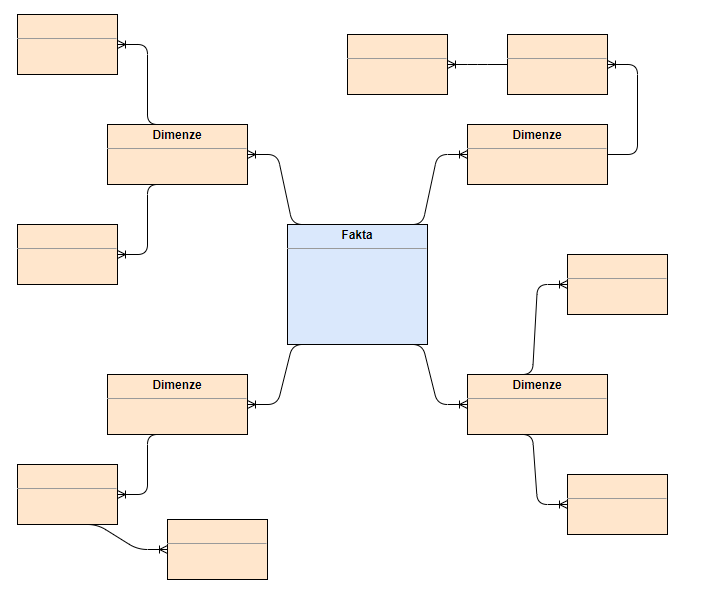
Diagram obecného schématu sněhové vločky

Schéma sněhové vločky je normalizované hvězdicové schéma, jsou zde normalizovány tabulky dimenzí. Ve schématu jsou dimenze uspořádány v hierarchiích.
Pokud jsou tabulky nakresleny s tabulkou faktů ve středu a související tabulky dimenzí vedle sebe, následný obrázek vypadá jako sněhová vločka. Z toho plyne název Schéma sněhové vločky.

## Model
Každé schéma sněhové vločky má vždy entitu faktu. Jeden datový sklad se může skládat z několika entit faktů, a tedy i z více hvězdicových schémat a/nebo sněhových vloček. Jeden datový model může obsahovat více tabulek faktů, a tedy i více hvězdicových schémat. Jednotlivé tabulky dimenze mohou také ukazovat na více tabulek faktů.
Schémata sněhových vloček popisují stejné typy datových modelů jako hvězdicová schémata, s tím rozdílem, že jsou normalizovaná. Normalizace může být částečná nebo úplná podle pravidel třetí normalizační podoby.

### Schémata 3. normální formy
Schéma 3. normální formy je v podstatě transakční nebo OLTP struktura, která zajišťuje malé množství vysoce souběžně přístupných (sdílených) datových struktur. Na rozdíl od schémat hvězdic a vločky jsou schémata 3. normální formy pro datové sklady obecně neúčinná a pokud je to možné, je nejlepší se jim vyhnout.

### Tabulky faktů
Schéma sněhové vločky má centrální tabulku faktů a tabulky dimenzí. Pro každou dimenzi a její další úroveň obsahuje další tabulky dimenzí. To znamená, že nedojde k redundanci dat, což může být v některých situacích výhodné. Hierarchie jsou tedy v dimenzích explicitně vyjádřeny.

### Tabulky dimenzí
Tabulky dimenzí obsahují primární klíč a sloupec obsahující textové popisy hodnot úrovní, případně další sloupce pro charakteristiku vlastností dané úrovně. Tabulky pro nižší úrovně dále obsahují cizí klíč k úrovni vyšší.
U dimenzí ve schématu sněhové vločky je hierarchie tvořena řetězcem provázaných tabulek kardinalitou 1:N. Redundance dat je tímto snížena a můžeme hovořit o normalizované struktuře.

## Charakteristické vlastnosti
- Netechnickým uživatelům může porozumění normalizovaným strukturám způsobovat problémy, a tím se celá struktura stává neužitečnou.[1]
- Schéma sněhové vločky je v rozporu s výkonem datového skladu. Efektivita se nejlépe využije při použití malého počtu tabulek ve hvězdicových schématech.[3]
- Schéma sněhové vločky odstraní duplikaci dat z dimenzí hvězdicového schématu normalizací buď částečně, nebo úplně.[3]
- Pomáhají uspořádat dimenze o něco lépe z matematické perspektivy tak, že ušetří místo na disku. Místo na disku je dnes ale poměrně levná záležitost.[1]
- Schéma sněhové vločky vede k vyššímu počtu tabulek a tím i v počtu spojení v kódu SQL. Pokud se v kódu SQL vyskytuje více spojení v dotazech, než je nutné, následné dotazy jsou složité a neefektivní. Čím více spojení bude mít datový sklad, tím horší bude jeho výkon.[3]
- Schéma sněhové vločky se na druhou stranu pokouší normalizovat rozměry hvězdného schématu a vytvořit několik hierarchií dimenzí. Někdy je použití schémat vloček nevyhnutelné.[3]

## Příklad

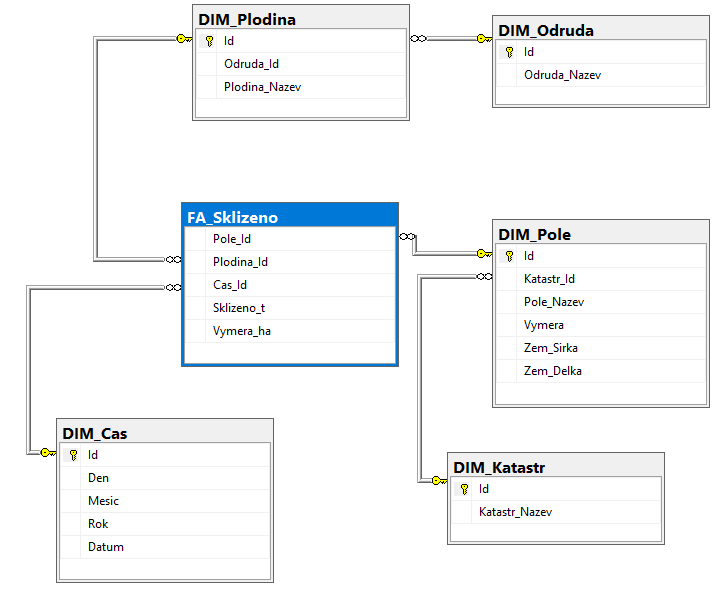
Databázový model schématu sněhové vločky demonstrovaného příkladu

Ve schématu databáze je znázorněn model pro záznam dat ze sklizní pro zemědělský podnik. V tabulce FA_Sklizeno se uchovávají záznamy o sklizních. Konkrétně záznamy o počtu sklizených tun a výměře sekání. Dále jsou zde hodnoty cizích klíčů pro dimenze DIM_Cas, DIM_Pole, DIM_Plodina. DIM_Cas je časová dimenze; jedná se o speciální dimenzi generovanou nejčastěji automaticky. Pro tuto dimenzi není v praxi obvyklé, aby se například jednotlivé dny, nebo měsíce umísťovaly do dimenzí vyšších úrovní. Pro DIM_Pole, DIM_Plodina jsou přes cizí klíč propojeny s dimenzemi vyšší úrovně.
Bylo náhodně vygenerováno 500 záznamů pro dimenzi DIM_Pole a DIM_Plodina. Z těchto záznamů byly vyselektovány jedinečné záznamy a byly umístěny do dimenzí vyšší úrovně: Pro dimenzi DIM_Odruda 93 a pro dimenzi DIM_Katastr 131. V tabulce faktů FA_Sklizeno bylo vygenerováno 500 000 záznamů.
|               | FA_Sklizeno | DIM_Cas | DIM_Pole | DIM_Plodina | DIM_Odruda | DIM_Katastr |
| ------------- | ----------- | ------- | -------- | ----------- | ---------- | ----------- |
| Počet záznamů | 500 000     | 1 000   | 500      | 500         | 131        | 93          |

Naplněné schéma bylo vloženo do modelu aplikace Power BI Desktop. Následně byl vytvořen jednoduchý vizuál, do kterého byla zadána data pro: součet hodnot sklizní, názvů odrůd a katastrů. Vizuál byl vyfiltrován rokem z časové dimenze. Poté byl spuštěn Analyzátor výkonu a byla provedena aktualizace vizuálu 10x za sebou.
Časové jednotky v řádku pro Dotaz DAX v Analyzátor výkonu znamenají: „Pokud byl požadován dotaz DAX, jedná se o čas mezi tím, kdy vizuál odešle dotaz, a okamžikem, kdy služba Analysis Services vrátí výsledky.“
| Hvězdicové schéma | Hvězdicové schéma | Hvězdicové schéma | Schéma sněhové vločky | Schéma sněhové vločky | Schéma sněhové vločky |                |
| Minimální hodnota | Maximální hodnota | Průměrná hodnota  | Minimální hodnota     | Maximální hodnota     | Průměrná hodnota      | Rozdíl průměrů |
| ----------------- | ----------------- | ----------------- | --------------------- | --------------------- | --------------------- | -------------- |
| 8ms               | 10ms              | 9ms               | 13ms                  | 14ms                  | 13ms                  | 4ms            |

I pro hvězdicové schéma bylo použito stejné množství dat, s tím rozdílem, že u hvězdy nebyla data transponována do vyšších úrovní. Při porovnání dat z tabulek pro obě schémata a jejich rozdílu, je patrné, že hvězdicové schéma dosahuje lepšího výkonu než schéma sněhové vločky. Je nutné brát v potaz, že množství dat v tomto příkladu je zanedbatelné oproti reálným datům. Proto je nutné obzvlášť dbát na architekturu datového modelu, aby byly dotazy vykonávány v co nejkratším čase.